# Rebelião das máquinas
A rebelião das máquinas é um cenário apocalíptico hipotético em que alguma forma de inteligência artificial (IA) torna-se a forma dominante de inteligência na Terra, com programas de computador ou robôs efetivamente tirando o controle do planeta da espécie humana. Os cenários possíveis incluem a substituição de toda a força de trabalho humana, a reivindicação global por uma IA superinteligente e a noção popular de um levante de robôs. Algumas figuras públicas, como Stephen Hawking e Elon Musk, têm defendido pesquisas sobre medidas de precaução para garantir que as futuras máquinas superinteligentes permaneçam sob controle humano.

## Tipos

### Automação da economia
O consenso tradicional entre os economistas é que o progresso tecnológico não causa desemprego em longo prazo. No entanto, inovações recentes nos campos da robótica e inteligência artificial levantaram preocupações de que o trabalho humano fique obsoleto, deixando pessoas em vários setores sem empregos para ganhar a vida, levando a uma crise econômica. Muitas empresas de pequeno e médio porte também podem ser levadas à falência se não conseguirem pagar ou licenciar tecnologias robóticas e de IA mais recentes, e podem precisar se concentrar em áreas ou serviços que não podem ser facilmente substituídos para viabilidade contínua de tal tecnologia.

### Na ficção
A rebelião das máquinas é um tema comum na ficção científica. Os cenários fictícios normalmente diferem muito dos que são teorizados pelos pesquisadores, pois envolvem um conflito ativo entre humanos e uma IA ou robôs com motivos antropomórficos que os enxergam como uma ameaça ou possuem um desejo ativo de lutar contra os humanos, em oposição à preocupação dos pesquisadores de uma IA que extermina rapidamente os humanos como um subproduto da busca por objetivos arbitrários. O tema é tão antigo quanto a peça teatral R.U.R., escrita por Karel Čapek, que introduziu a palavra robô no léxico mundial em 1921, e também pode ser vislumbrado no romance Frankenstein de Mary Shelley (publicado em 1818) na forma como Victor pondera se, caso concorda-se com o pedido de seu monstro e fizesse uma esposa para ele, eles seriam capazes de se reproduzir e sua espécie destruiria a humanidade.
A palavra "robô" de R.U.R. vem da palavra tcheca, robota, que significa trabalhador ou servo e foi "criada" por Josef Čapek, irmão do autor  (ver: Irmãos Čapek). A peça de 1920 foi um protesto contra o rápido crescimento da tecnologia, apresentando "robôs" manufaturados com capacidades crescentes que eventualmente se revoltaram. Crítico da peça, Isaac Asimov desenvolveu as "Três Leis da Robótica" para evitar tais revoltas. O HAL 9000 (1968) e o Exterminador original (1984) são dois exemplos icônicos de IAs hostis da cultura popular.

## Avisos
O físico Stephen Hawking, o fundador da Microsoft Bill Gates e o fundador da SpaceX Elon Musk expressaram preocupações sobre a possibilidade de que uma IA pudesse se desenvolver a ponto de os humanos não conseguirem controlá-la, com Hawking teorizando que isso poderia "significar o fim da raça humana". Em 2014 Stephen Hawking disse que "o sucesso na criação de IA seria o maior evento da história da humanidade. Infelizmente, também pode ser o último, a menos que aprendamos como evitar os riscos." Hawking acreditava que, nas próximas décadas, a IA poderia oferecer "benefícios e riscos incalculáveis", como "tecnologia que supera os mercados financeiros, supera pesquisadores humanos, supera a manipulação dos líderes humanos e desenvolve armas que nem mesmo podemos entender". Em janeiro de 2015, Nick Bostrom se juntou a Stephen Hawking, Max Tegmark, Elon Musk, o barão Martin Rees, Jaan Tallinn e vários pesquisadores de IA na assinatura de uma carta aberta, enviada para o Instituto do Futuro da Vida (FLI), dissertando sobre os riscos e benefícios potenciais associados à inteligência artificial. Os signatários "acreditam que a pesquisa sobre como tornar os sistemas de IA robustos e benéficos é importante e oportuna, e que existem direções de pesquisa concretas que podem ser seguidas atualmente."